# Christian Arnstedt (iværksætter)
Christian Arnstedt er en dansk iværksætter. Efter sin uddannelse i International Business fra CBS og Finance fra London School of Economics startede han hos management-konsulentfirmaet McKinsey. Arnstedt fik debut i det populære DR iværksætterprogram, Løvens Hule, i 2020.
I en alder af 29 år kom han på det amerikanske erhvervsmagasin Forbes liste over Europas 30 største business-talenter under 30 år. Han er medstifter og CEO (administrerende direktør) i virksomheden Blazar Capital, og så er han også CEO for Copenhagen Cartel, som han investerede i i 2021-sæsonen af Løvens Hule. Han er gift med Charlotte Benedicte Iuel Reventlow og parret bor i Charlottenlund. Hans bedstefar, Carl Christian Johan Arnstedt, var en dansk ingeniør og erhvervsmand knyttet til FLSmidth-koncernen.